# Cibreo
Il cibreo è un tipico secondo piatto della cucina fiorentina.
È celebre per essere stato uno dei cibi preferiti da Caterina de' Medici che tentò di esportarlo in Francia, peraltro senza successo duraturo, a differenza di altri piatti fiorentini che furono assimilati e copiati dall'arte culinaria transalpina, come il  papero al melarancio, divenuto  canard à l'orange, o la  zuppa di cipolle, originaria di Certaldo, diventata soupe à l'oignon.
Si narra che la regina ne fosse talmente ghiotta che una volta ne fece indigestione.
Nonostante le illustri predilezioni reali, il cibreo è un piatto semplicissimo, a base di uova, arricchite con brodo di carne, cipolle, salvia, fegatini, creste, bargigli e testicoli di pollo.
Pellegrino Artusi, nel suo famoso La scienza in cucina e l'arte di mangiar bene, ne fornisce questa ricetta:
Il cibreo è un intingolo semplice, ma delicato e gentile, opportuno alle signore di stomaco svogliato e ai convalescenti. Prendete fegatini (levando loro la vescichetta del fiele com'è indicato nel n. 110), creste e fagiuoli di pollo; le creste spellatele con acqua bollente, tagliatele in due o tre pezzi e i fegatini in due. Mettete al fuoco, con burro in proporzione, prima le creste, poi i fegatini e per ultimo i fagiuoli e condite con sale e pepe, poi brodo se occorre per tirare queste cose a cottura.
A tenore della quantità, ponete in un pentolino un rosso o due d'uova con un cucchiaino, o mezzo soltanto, di farina, agro di limone e brodo bollente frullando onde l'uovo non impazzisca. Versate questa salsa nelle rigaglie quando saranno cotte, fate bollire alquanto ed aggiungete altro brodo, se fa d'uopo, per renderla più sciolta, e servitelo. Per tre o quattro creste, altrettanti fegatini e sei o sette fagiuoli, porzione sufficiente a una sola persona, bastano un rosso d'uovo, mezzo cucchiaino di farina e mezzo limone.
I granelli del n. 174, lessati e tagliati a filetti, riescono buoni anch'essi cucinati in questa maniera.

## Etimologia
L'etimologia della parola "cibreo" è stata a lungo dibattuta. Il primo a tentare una soluzione è stato Napoleone Caix, che ha ipotizzato una provenienza dal latino volgare *cirbarius derivato a sua volta da CIRBUS, rete intestinale. Giovanni Alessio ha proposto un più nobile (anche se non attestato) CIBUS REGIUS, cibo reale, ma la provenienza latina di questo termine è da escludere, dal momento che le sue prime attestazioni sono molto tarde, e quindi è da escludersi anche la proposta di far derivare la parola da *zingibereus (dal latino ZINGIBER, zenzero) avanzata da Angelico Prati e ripudiata dallo stesso qualche anno dopo.
Proprio quest'ultimo studioso ha avanzato l'ipotesi che la parola "cibreo" derivi dall'antico francese civé (moderno civet), derivato di cive, cipolla, a sua volta dal latino CAEPA. Questa proposta pare la più giustificabile sia dal punto di vista della compatibilità formale, sia dal punto di vista semantico, ed è accolta, tra gli altri, dallo studioso di etimologia Alessandro Parenti dell'Università degli Studi di Trento.